# Tader Valles
Le Tader Valles sono una struttura geologica della superficie di Marte.